# Guayabito (Ngäbe-Buglé)
Guayabito es un corregimiento del distrito de Ñürüm en la comarca Ngäbe-Buglé, República de Panamá. La localidad tiene 1.663 habitantes (2010).